# Robert Mundell
Robert Alexander Mundell (sinh ngày 24 tháng 10 năm 1932 - mất 4 tháng 4 năm 2021) là một học giả kinh tế người Canada, người đoạt giải Nobel năm 1999. Mundell là một giáo sư kinh tế tại Đại học Columbia và Đại học Hong Kong Trung Quốc.
Ông nhận giải Nobel Kinh tế năm 1999 cho những công trình tiên phong cho trong động học tiền tệ và khu vực tiền tệ tối ưu. Mundell được biết đến là "cha đẻ" của đồng euro, do ông đã đặt nền móng cho những khởi đầu của nó thông công việc này và giúp đỡ để phong trào kinh tế trọng cung bắt đầu. Ông còn nổi tiếng qua Mô hình Mundell-Fleming và Hiệu ứng Mundell–Tobin.

## Tiểu sử
Robert Mundel sinh tại Kingston, Ontario, Canada. Ông hoàn thành bậc đại học tại Đại học British Coloumbia ở Vancouver, Canada, và bằng thạc sĩ tại Đại học Washington tại Seattle. Sau khi học tại Đại học British Columbia và Trường kinh tế London năm 1956, ông gia nhập Viện Công nghệ Massachusetts (MIT), tại đây ông nhận bằng tiến sĩ kinh tế năm 1956. Năm 2006 Mundell nhận bằng tiến sĩ luật từ Đại học Waterloo tại Canada. Ông là giáo sư kinh tế và là biên tập viên của Tạp chí Kinh tế chính trị ở Đại học Chicago từ năm 1965 tới năm 1972, trưởng khoa kinh tế tại Đại học Waterloo từ 1972 tới 1974 và từ năm 1974 ông là giáo sư kinh tế tại Đại học Columbia. Ông cũng giữ chức Giáo sư kinh tế Repap tại Đại học McGill. Mundell là giáo sư hướng dẫn của Rudi Dornbusch, một học giả kinh tế nổi tiếng.
Robert Mundell đoạt giải Nobel Kinh tế năm 1999, Huân chương Canada của Chính phủ Canada năm 2002 và Giải thưởng Kinh tế học Toàn cầu của Viện Kinh tế Thế giới (tại Kiel, Đức) năm 2005.